# Spindle

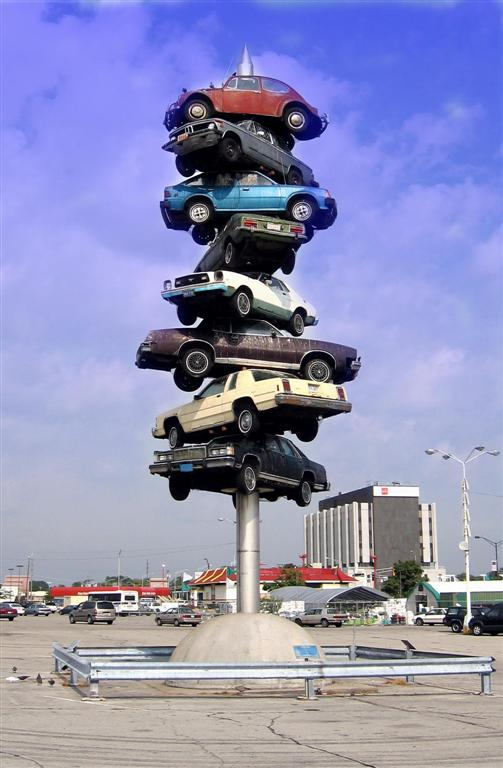
Spindle (1989)

Spindle, ou The Spindle, est une œuvre (assemblage) réalisée en 1989 par l'artiste de pop art américain Dustin Shuler (en) (1948-2010). Il s'agit d'une pointe en acier de 15 mètres de haut sur laquelle sont empilées huit voitures  à la manière de documents sur un pique-notes.

## Histoire
De 1989 jusqu'à son démantèlement le 2 mai 2008, la sculpture est installée sur le parking du centre commercial Cermak Plaza, à l'angle de Cermak Road et Harlem Avenue à Berwyn (Illinois) dans la banlieue de Chicago.
Il s'agit à l'origine d'une commande du propriétaire du centre commercial, David Bermant, un collectionneur d'art moderne, qui a fait don pour la sculpture de sa propre voiture, une BMW (en deuxième position à partir du sommet). Shuler lui-même possédait la Volkswagen Coccinelle rouge de 1967 placée au sommet. Le coût de sa construction s'est élevé à plus de 75 000 $. La sculpture, devenue emblématique de l'Illinois, est représentée sur la couverture de guides touristiques, des cartes postales, des brochures touristiques de l'État et des cartes routières. Elle apparait dans le film Wayne's World.
Les véhicules étaient (de haut en bas) :
1. Volkswagen Coccinelle (1967), rouge
2. BMW 2002 (1976), bleu argenté ; la plaque d'immatriculation indique "DAVE"
3. Ford Escort (1981), bleu
4. Mercury Capri (1974 ou 1973), vert
5. Ford Mustang II (1978), blanc sur bleu
6. Pontiac Grand Prix (1981), marron ou bordeaux
7. Ford LTD (1980 ou 1979), jaune clair
8. Mercury Grand Marquis (1981 ou 1979), noir

Bien que devenue emblématique de Berwyn pendant deux décennies, l'installation de pop art ne faisait pas l'unanimité dans la ville. La présentation des plans pour sa construction suscita dès l'origine un vif débat au sein du conseil municipal, bien qu'aucun permis ne fut réellement nécessaire pour les œuvres d'art érigées sur une propriété privée. Tout au long de son existence, la sculpture est restée controversée parmi les habitants et, en 1990, ils ont voté à une écrasante majorité pour sa disparition. Cependant, le maire de Berwyn considérait la sculpture comme « l'icône de notre communauté » et Bermant affirma que le chiffre d'affaires du centre commercial était supérieur de 30% à celui de centres commerciaux comparables du fait de l'exposition de l’œuvre. À la mort de Bermant en 2000, la sculpture perd l'un de ses plus fervents défenseurs ; le centre commercial change de propriétaire ce qui ouvre la voie au retrait définitif de l’œuvre.
En juillet 2007, la direction annonce que le centre commercial doit être partiellement réaménagé et que le site de la sculpture est destiné à un nouveau magasin Walgreens avec service au volant. La question du devenir de la sculpture est alors débattue pour savoir si elle doit être déplacée ou simplement retirée en raison du coût élevé de la relocalisation (estimé à plus de 350 000 $). L'avenir incertain de la sculpture suscite de nouveau un désaccord parmi les résidents de Berwyn entre ceux qui la considèrent comme un site emblématique de la ville et ceux qui la tiennent simplement pour une horreur,.
Le 27 juillet 2007, une manifestation à vélo (critical mass) partie de Chicago se rend à Spindle dans le but d'attirer l'attention sur la sculpture. Environ 2 000 cyclistes parcourent 24 kilomètres depuis Daley Plaza dans le Loop pour soutenir l'œuvre d'art.
Le 1er août 2007, la station de radio WLUP interviewe le maire de Berwyn ; la discussion porte essentiellement sur Spindle. Il déclare que l'enlèvement de la sculpture est repoussé à septembre 2007 et qu'elle sera très probablement déplacée. La sculpture a même été mise en vente aux enchères sur eBay, vente qui s'est terminée le 17 avril 2008 sans enchère,.
Le 2 mai 2008, l'entreprise Robinette Demolition est chargée de démonter la sculpture. Une foule importante s'est rassemblée sur le site, prenant des photos. Les deux voitures du haut sont retirées de la pointe par une grue et stockées pour une utilisation future. La base de la pointe est ensuite découpée, et la pointe (avec les voitures restantes) est retirée.
Si des fonds suffisants sont collectés, une version modifiée de Spindle — mettant en vedette les deux anciennes voitures de tête — pourrait être érigée . Un groupe soutenu par le Berwyn Route 66 Museum et le Berwyn Arts Council a acquis les deux voitures en 2012, ainsi qu'un poteau d'une ancienne enseigne Ford, avec l'intention de reconstruire un Spindle légèrement raccourci sur le parking du musée.